# Androcharta parvipennis
Androcharta parvipennis är en fjärilsart som beskrevs av Butler 1876. Androcharta parvipennis ingår i släktet Androcharta och familjen björnspinnare. Inga underarter finns listade i Catalogue of Life.